# فهرس مكتبة

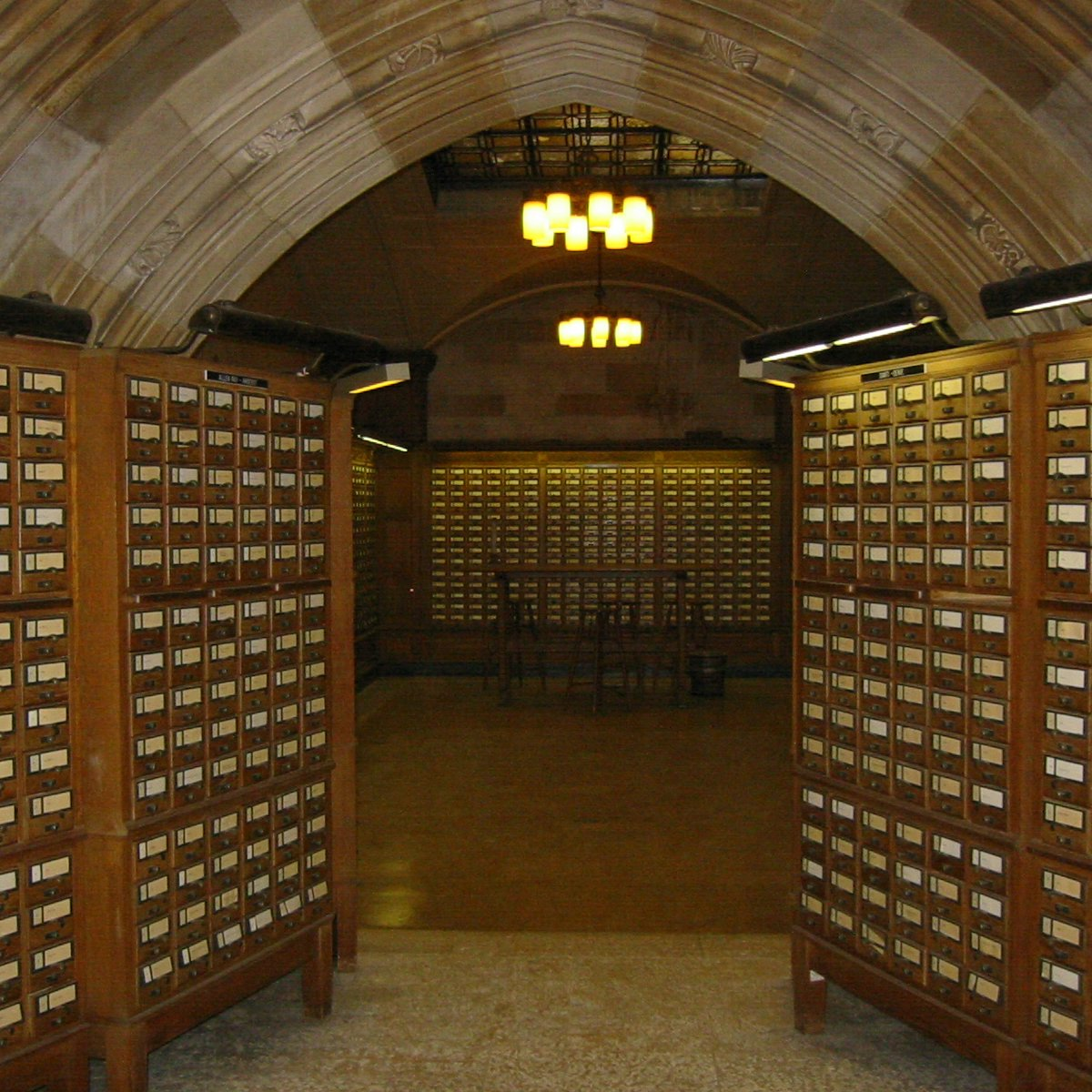
فهرس البطاقات في مكتبة جامعة ييل

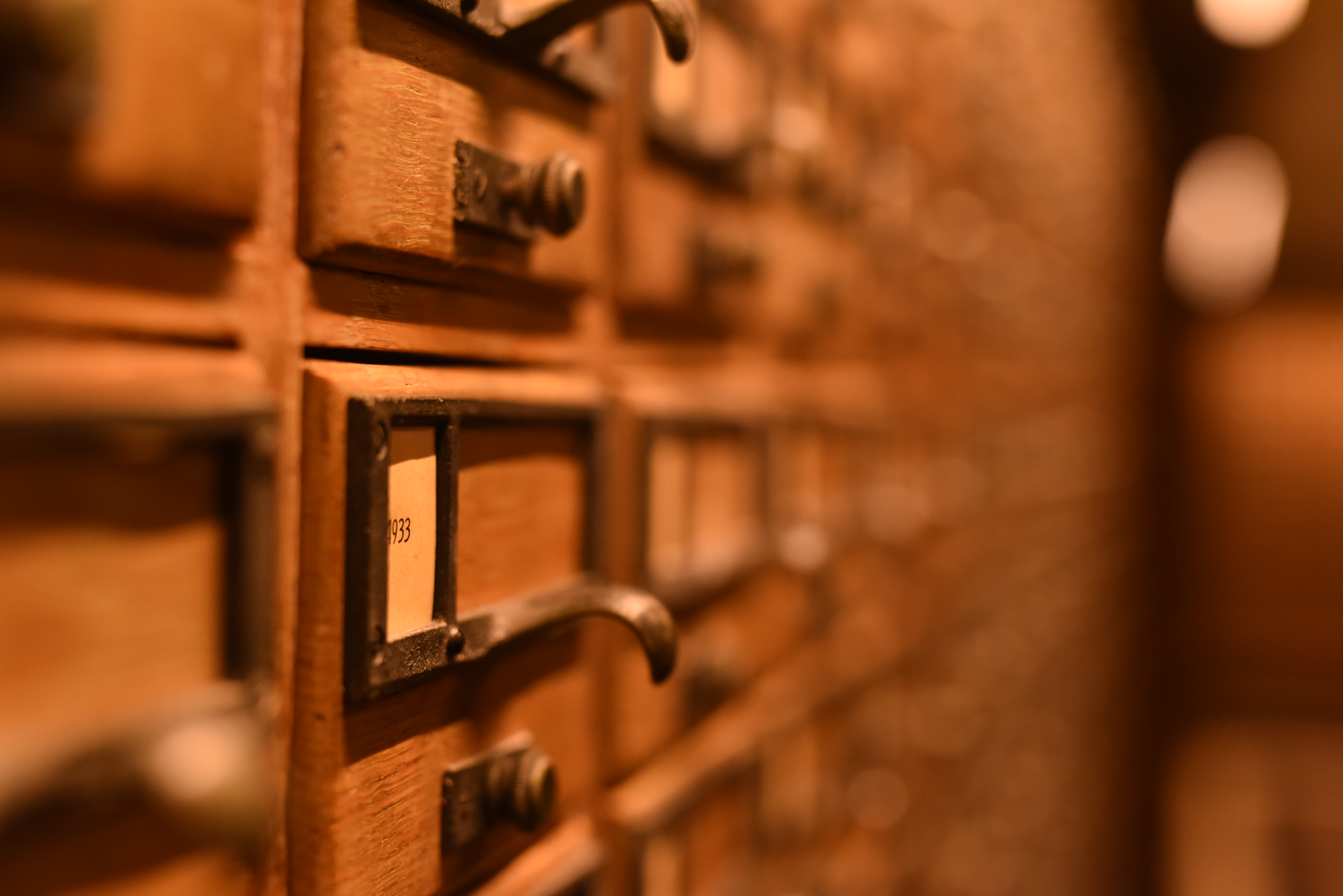
سترلينج ميموريال مكتبة قرب من بطاقة كتالوج شتاء 2016

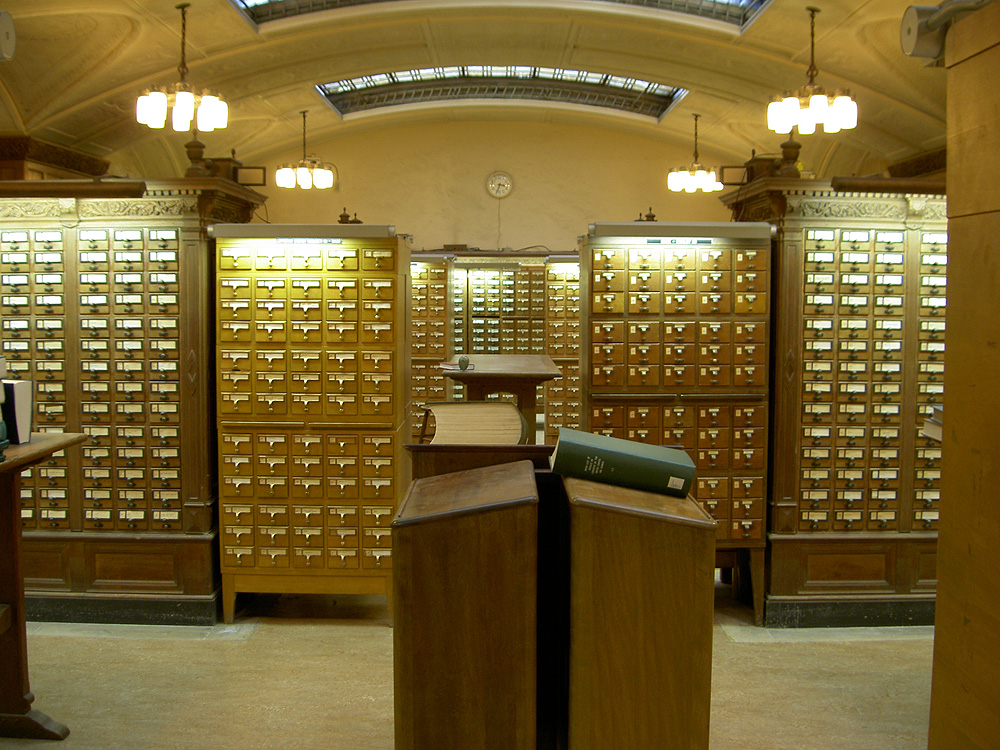
منظر آخر من SML بطاقة كاتالوج

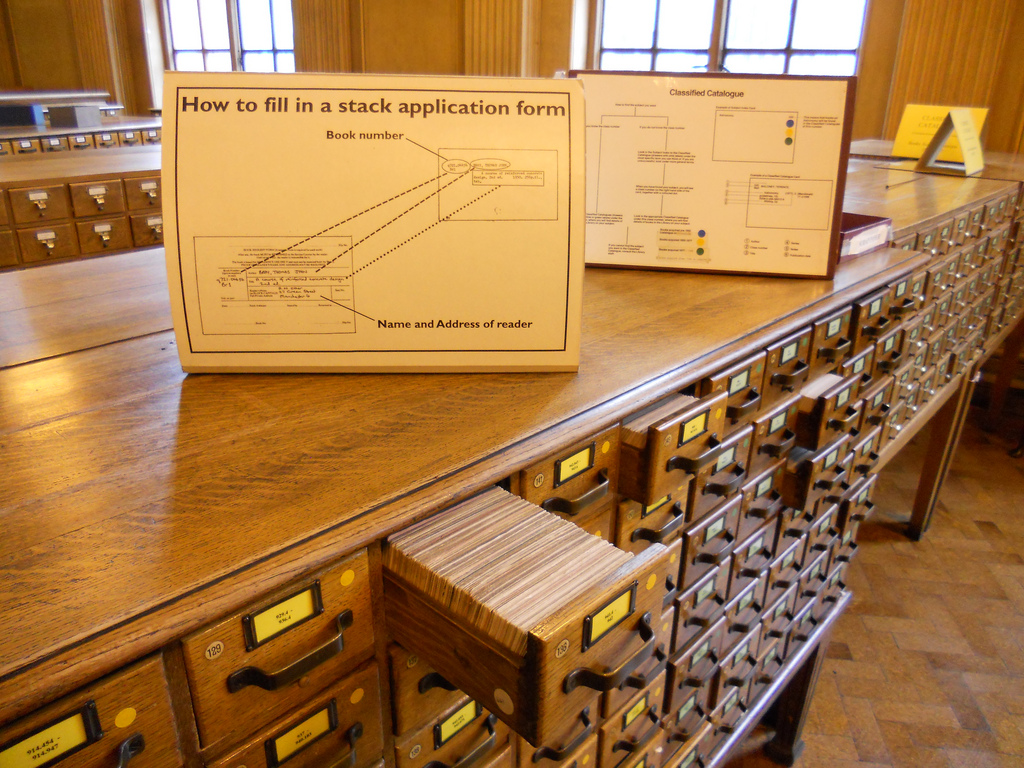
بطاقة كتالوج في المكتبة المركزية في مانشستر

فهرس المكتبة (بالإنجليزية: Library catalog)‏ هو تسجيل جميع ببليوجرافيا العناصر الموجودة في مكتبة أو مجموعة مكتبات، مثل شبكة مكتبات في عدة مواقع. بنودها يمكن أن تكون أي نوع من المعلومات (مثل الكتب، ملفات الكمبيوتر، الرسومات، realia، الخرائط المواد، إلخ.) وتعتبر محتويات المكتبة (على سبيل المثال، رواية واحدة في مختارات)، أو مجموعة من المواد المكتبية (مثل ثلاثية)، أو رابط من الكتالوج (مثل صفحة ويب) بقدر ما هو ذي صلة إلى الكتالوج والمستخدمين (مسيري) من المكتبة.

## الهدف
كان تشارلز أمي كوتر أول من عرّف بصريح العبارة أهداف نظام الببليوغرافيا في قواعد طباعة كتالوج القاموس في عام 1876. وفقا لكوتر فالأهداف تتلخص في :
1. تمكين الشخص من العثور على الكتاب الذي إما (تحديد
الهدف)
- المؤلف
- العنوان
- الموضوع
- تاريخ النشر

2. إظهار ما لدى المكتبة (اهداف مشتركة)
- قبل إعطاء المؤلف
- على موضوع معين
- في نوع من الأدب

3. المساعدة في اختيار كتاب (تقييم موضوعي)
- في الطبعة  (bibliographically)
- في الشكلية (الأدبية أو موضعي)

هذه الأهداف ما زال معترف بها  في
أكثر التعاريف الحديثة  التي وضعت في جميع أنحاء القرن ال20. 1960/61 نقحت أهداف  كوتر المنقحة من قبل لوبتزكي في مؤتمر  مبادئ الفهرسة (CCP)
في باريس. أحدث محاولة لوصف فهرس المكتبة أهدافه  ووظائفه في 1998 مع المتطلبات الفنية التسجيلات الببليوغرافية (FRBR) الذي حدد أربع مهام المستخدم: الإيجاد، التحديد، الاختيار والحصول.

## بطاقة مصورة
```
Arif, Abdul Majid.
      Political structure in a changing Pakistani
      village / by Abdul Majid Arif and Basharat Hafeez
      Andaleeb. – 2nd ed. – Lahore : ABC Press, 1985.
      xvi, 367p. : ill. ; 22
 
cm.
      Includes index.
      
ISBN 969-8612-02-5
```

## التاريخ

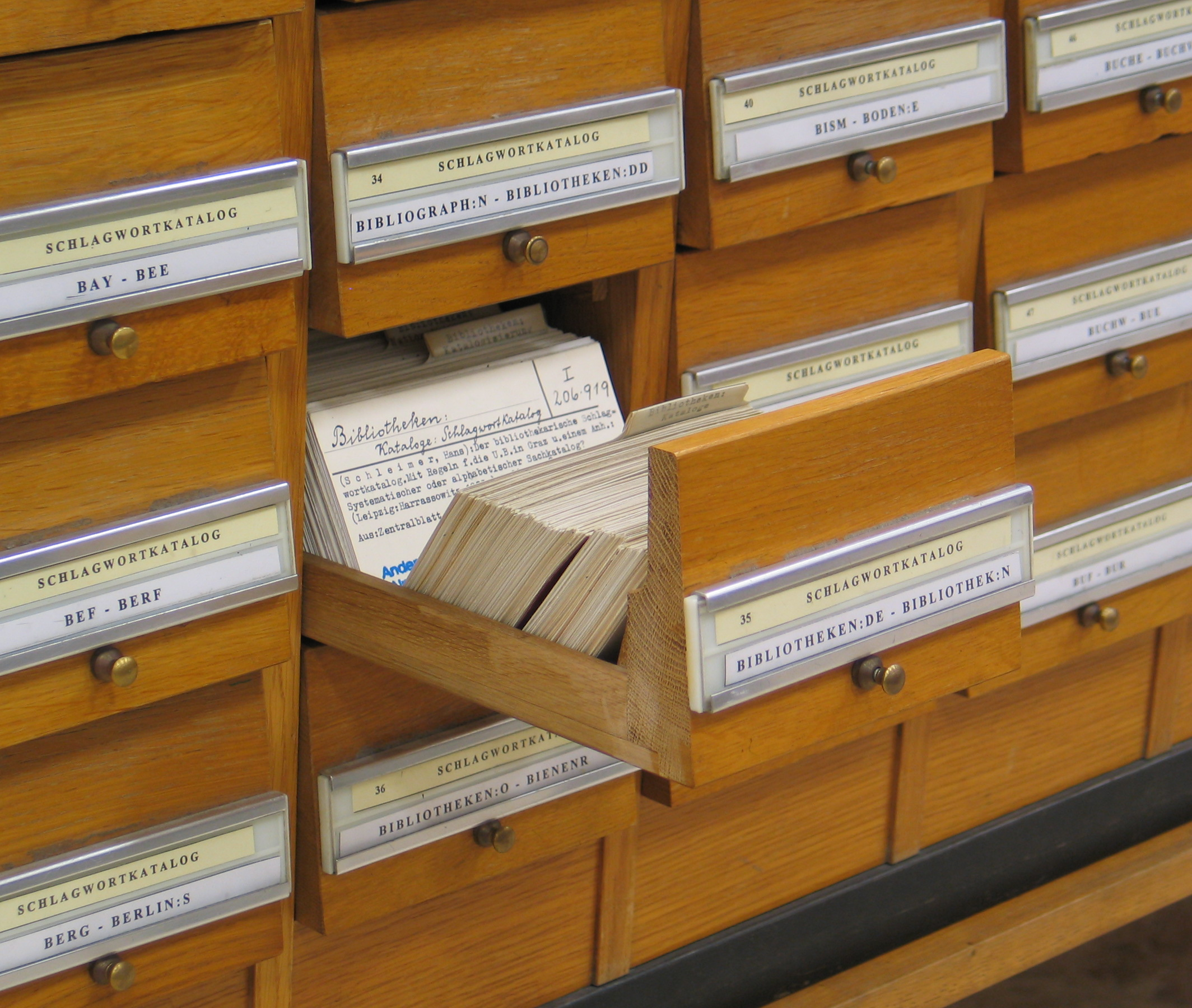
بطاقة مصورة في مكتبة جامعة غراتس

## فهارس على الشبكة

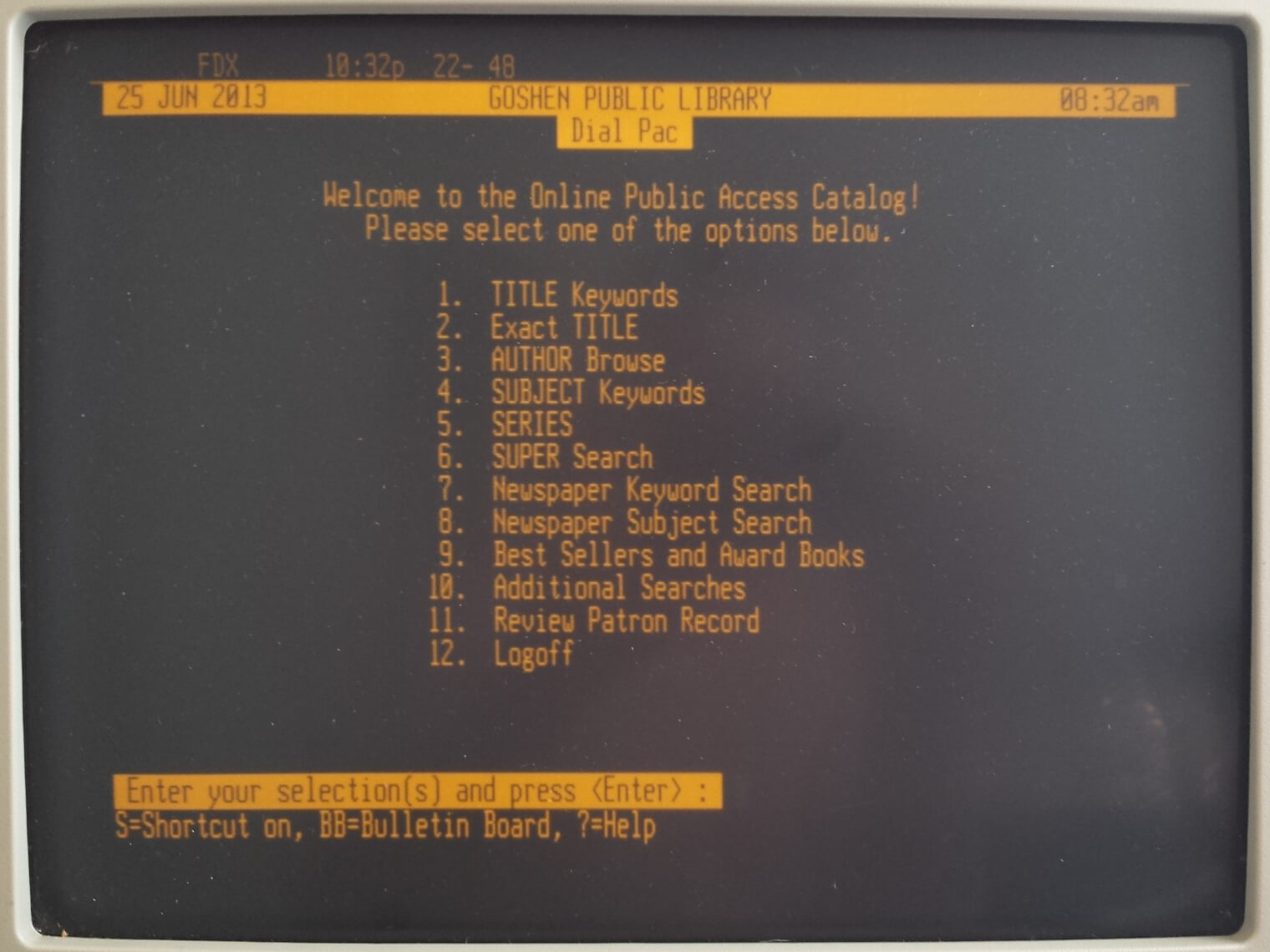
Dynix، فهرس قديم

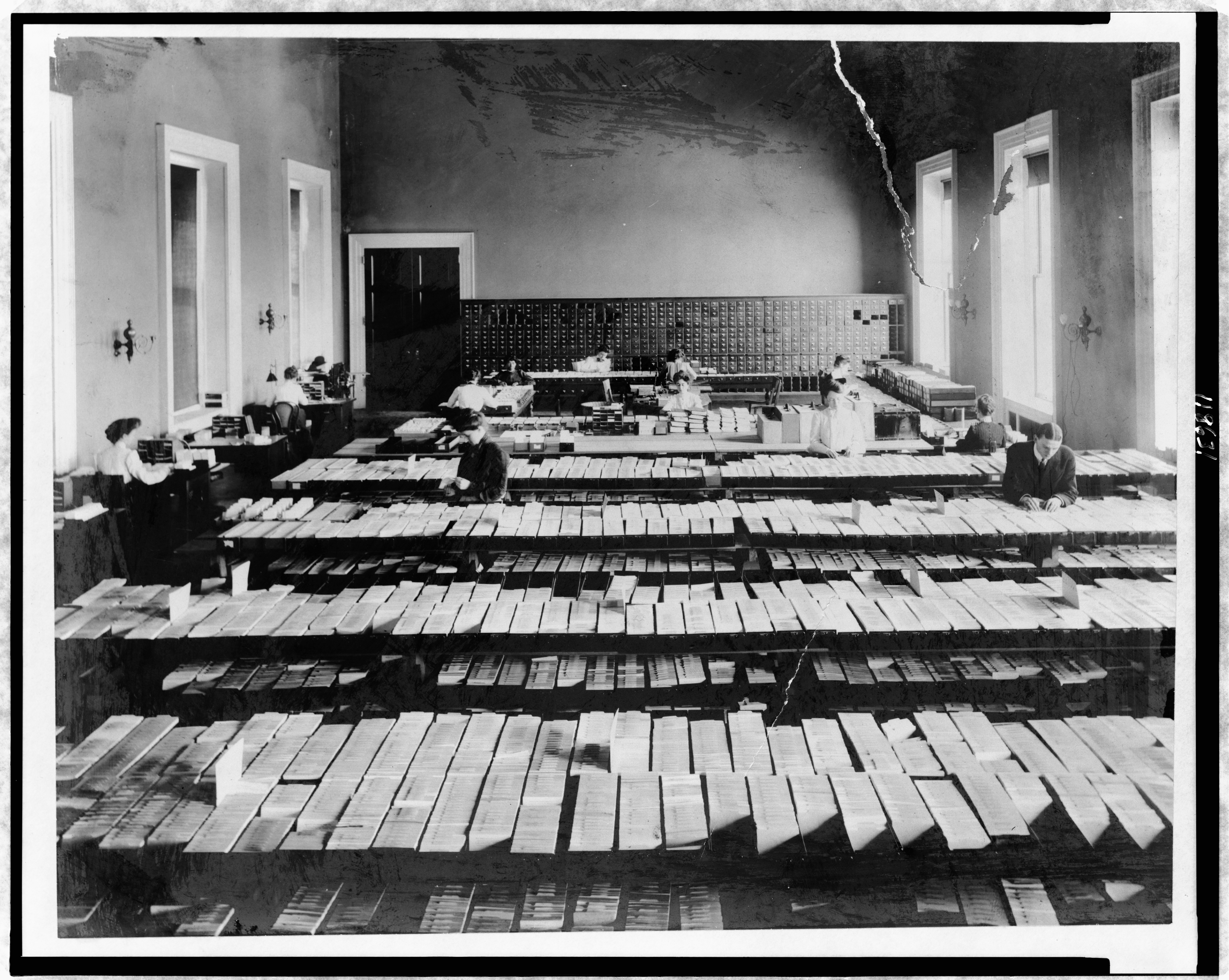
ناس يعملون في شعبة البطاقة، مكتبة الكونغرسفي واشنطن العاصمة، 1910s أو 1920s

الفهرسة على الشبكة  من خلال نظام كما برنامج  Dynix  طور في عام 1983 واستخدم على نطاق واسع خلال أواخر التسعينيات 1990،  وقد ساهم كثيرا في الاستخدام السلس للفهارس بفضل صعود معيار مارك (وهي اختصار ل الفهرسة المقروءة آليا) في 1960.